# Hylemera rebuti
Hylemera rebuti är en fjärilsart som beskrevs av Gustave Arthur Poujade 1889. Hylemera rebuti ingår i släktet Hylemera och familjen mätare. Inga underarter finns listade i Catalogue of Life.